# Charrería (estación)
Charrería es una de las estaciones que forman parte del Cablebús de la Ciudad de México, perteneciente a la Línea 3. Se ubica al poniente de la Ciudad de México, en el límite de las alcaldías Miguel Hidalgo y Álvaro Obregón.

## Información general

### Nombre e Iconografía
El nombre hace alusión al Lienzo Charro Constituyentes, ubicada en la tercera sección del Bosque de Chapultepec, cuya estación se ubica en las inmediaciones de ese recinto y que a su vez toma su nombre del deporte de la Charrería, deporte que muestra un conjunto de destrezas, habilidades ecuestres y vaqueras propias del charro mexicano, dicha actividad fue declarada en 2016 como Patrimonio Cultural Inmaterial de la Humanidad de la Unesco. Su icono es un lazo en movimiento, en referencia al Estilo Lazo del Jaripeo moderno y que se suele practicar comúnmente en el oeste, centro, este y suroeste de México.

## Conectividad
Red de Transporte de Pasajeros de la Ciudad de México
- Módulo 1 Alcaldía Cuajimalpa:
  - Ruta 34-A (Balderas-Santa Fe).

## Sitios de interés
- Lienzo Charro Constituyentes
- Bosque de Chapultepec